# Kusumkumari Das
Kusumkumari Das (1875-1948) est une poétesse, écrivaine et militante bengali.
Elle fut secrétaire de la Société des femmes de Barisal et est également connue comme étant la mère de Jibanananda Das, éminent poète de la littérature bengali moderne.

## Biographie
Kusumkumari Das fait ses études à l'université Bethune dans le district de Kolkata. En 1894, à l'âge de 19 ans, elle épouse Satyananda Das avec qui elle a trois enfants : Jibanananda Das, Ashokananda Das et Sucharita Das.
Elle a acquis le goût de l'écriture de son père écrivain Chandranath Das. Elle a pour habitude de tenir des journaux, mais la plupart d’entre eux n’ont pas pu être retrouvés car ils ont été perdus ou endommagés par elle-même. Elle publie des poèmes dans plusieurs magazines, parmi lesquels Mukul, Brahmabadi et Pravasii. Son plus célèbre poème se nomme Adarsha Chele, qui pourrait se traduire par «le garçon idéal». Les deux premières lignes de ce poème ont acquis une renommée internationale :
| Amader Deshe Hobe Shei Chele Kobe, Kothai Na Boro Hoye, Kaje Boro Hobe... | Quand naîtra dans notre pays ce garçon qui s'élèvera non par les mots mais par les actes.. |
| ------------------------------------------------------------------------- | ------------------------------------------------------------------------------------------ |

Kusumkumari Das participe également activement aux activités sociales : en tant que membre féminine du mouvement religieux Brahmo Samaj, elle est une pionnière dans la participation des femmes aux activités sociales à Barisal. De 1319 à 1338 (calendrier bengali), elle participe aux jours de prière pour les femmes et occasionnellement aux assemblées nationales de Brahmo Samaj.
Elle est secrétaire de la Barisal Mohila Sabha (Société des femmes de Barishal) qui travaille notamment pour aider les jeunes filles pauvres, former des sages-femmes, ou encore fonder des écoles de filles pour faciliter l'éducation des femmes.

## Publications
- Kavyamukul
- Pouranik Akhyayika
- Kusumkumari Daser Kabita
- Dainandin Dinlipi